# Chlorid samaritý
Chlorid samaritý je anorganická sloučenina s chemickým vzorcem SmCl3.

## Příprava
Chlorid samaritý lze připravit z chloridu amonného, přičemž nejprve vzniká komplexní pentachlorosamaritan amonný (NH4)2[SmCl5]. Lze ji připravit reakcí s oxidem samaritým při teplotě 230 °C:
10 NH4Cl + Sm2O3 → 2 (NH4)2[SmCl5] + 6 NH3 + 3 H2O
Komplexní sloučenina se při následném zahřání na teplotu 350 - 400 °C rozkládá za vzniku chloridu amonného a bezvodého chloridu samaritého:
(NH4)2[SmCl5] → 2 NH4Cl + SmCl3
Lze jej také připravit reakcí kovového samaria nebo uhličitanu samaritého s kyselinou chlorovodíkovou. Při reakci s chlorovodíkem vzniká bezvodý chlorid samaritý:
2 Sm + 6 HCl → 2 SmCl3 + 3 H2
Sm2(CO3)3 + 6 HCl → 2 SmCl3 + 3 CO2 + 3 H2O

## Vlastnosti
Chlorid samaritý je světle žlutá pevná látka, která snadno absorbuje vodu za vzniku hexahydrátu. Chlorid samaritý krystalizuje v hexagonální soustavě typu chloridu uranitého s prostorovou grupou P63/m (číslo 176). Hexahydrát krystalizuje v jednoklonné soustavě s prostorovou grupou P2/n (číslo 13). Při 110 °C ztrácí krystalovou vodu.
Chlorid samaritý je středně silná Lewisova kyselina, která se podle teorie HSAB řadí mezi tvrdé. Vodný roztok chloridu samaritého lze využít k přípravě fluoridu samaritého:
SmCl3 + 3 KF → SmF3 + 3 KCl

## Využití
Chlorid samaritý se využívá při přípravě kovového samaria. Bezvodý chlorid samaritý je smíchán s chloridem sodným nebo vápenatým za vzniku eutektické směsi, jejíž elektrolýzou vzniká kovové samarium.
Chlorid samaritý lze také využít jako startovní bod pro přípravu jiných samaritých solí. V organické chemii jej lze využít například pro cyklizace. Bezvodý chlorid samaritý lze využít k přípravě organokovových sloučenin samaria.